# Kosovo KS05
KS05 var namnet på den 5:e svenska kontingenten i Kosovo; en fredsbevarande enhet som Sverige skickade till Kosovo. KS05, övertog ansvaret den 24 november 2001 och bestod av en bataljon samt ytterligare förband och stabsofficerare tjänstgörande vid brigadstaben och HQ KFOR. KS05 bestod av 850 män och kvinnor. Kompaniet Sierra Lima förstärkte dock KS04 redan en månad innan övertagandet av ansvaret på grund av val i Kosovo. Den största delen av personalen var grupperad vid Camp Victoria, i Hajvalia utanför Pristina.

## Förbandsdelar
- Bataljonschef: Överstelöjtnant Ulf Gunnehed
- Stabschef: Överstelöjtnant Leif Klark
- Stab- och understödskompani: Chef Major Jan Söderberg
- 1. mekaniserade skyttekompaniet: Chef Major G. Pålsson (Graçanica)
- 2. mekaniserade skyttekompaniet: Chef Major P. Carlsson (Camp Bifrost)
- 3. mekaniserade skyttekompaniet: Chef Major M. Engman (Hajvalia, Slivovë och Çagllavica)